# Arthur Plummer
Pour les articles homonymes, voir Plummer.
Arthur Edward Plummer est un footballeur et entraîneur anglais né en 1907 à Bristol (Angleterre).

## Biographie
Arthur Plummer est défenseur à l'US Valenciennes-Anzin en 1934 et participe à la première montée du club nordiste parmi l'élite en 1935. Les Rouges et Blancs ne peuvent se maintenir et Arthur Plummer retourne ensuite en Angleterre au Bristol Rovers FC.
Après la Guerre, il revient dans le club hennuyer, comme entraîneur de l'équipe professionnelle. Son équipe termine 4e du Championnat de Division 2 en 1946-1947.

## Palmarès
- Vice-champion de France D2 en 1935 avec l'US Valenciennes-Anzin